# Eutitanosauria
De Eutitanosauria zijn een groep dinosauriërs behorend tot de Titanosauria.
De klade Eutitanosauria, de "ware titanosauriërs", werd voor het eerst benoemd en gedefinieerd door Sanz in 1999: de laatste gemeenschappelijke voorouder van Saltasaurus, Argyrosaurus, Lirainosaurus, de "Perópolis titanosauriër" en al zijn afstammelingen. De "Perópolis titanosauriër" werd in 2005 benoemd als Trigonosaurus. 
In 2003 kwam Salgado, zonder naar de publicatie van Sanz te verwijzen, met een afwijkende definitie als stamklade: alle titanosauriërs die nauwer verwant zijn aan Saltasaurus dan aan Epachthosaurus.
Paul Sereno oordeelde in 2005 dat beide concepten overbodig waren: in de definitie van Sanz is Eutitanosauria een synoniem van Saltasaurinae en het nut van Salgado's definitie zag hij als twijfelachtig omdat het geen interessante groep afpaalt.